# Accessori sottogancio

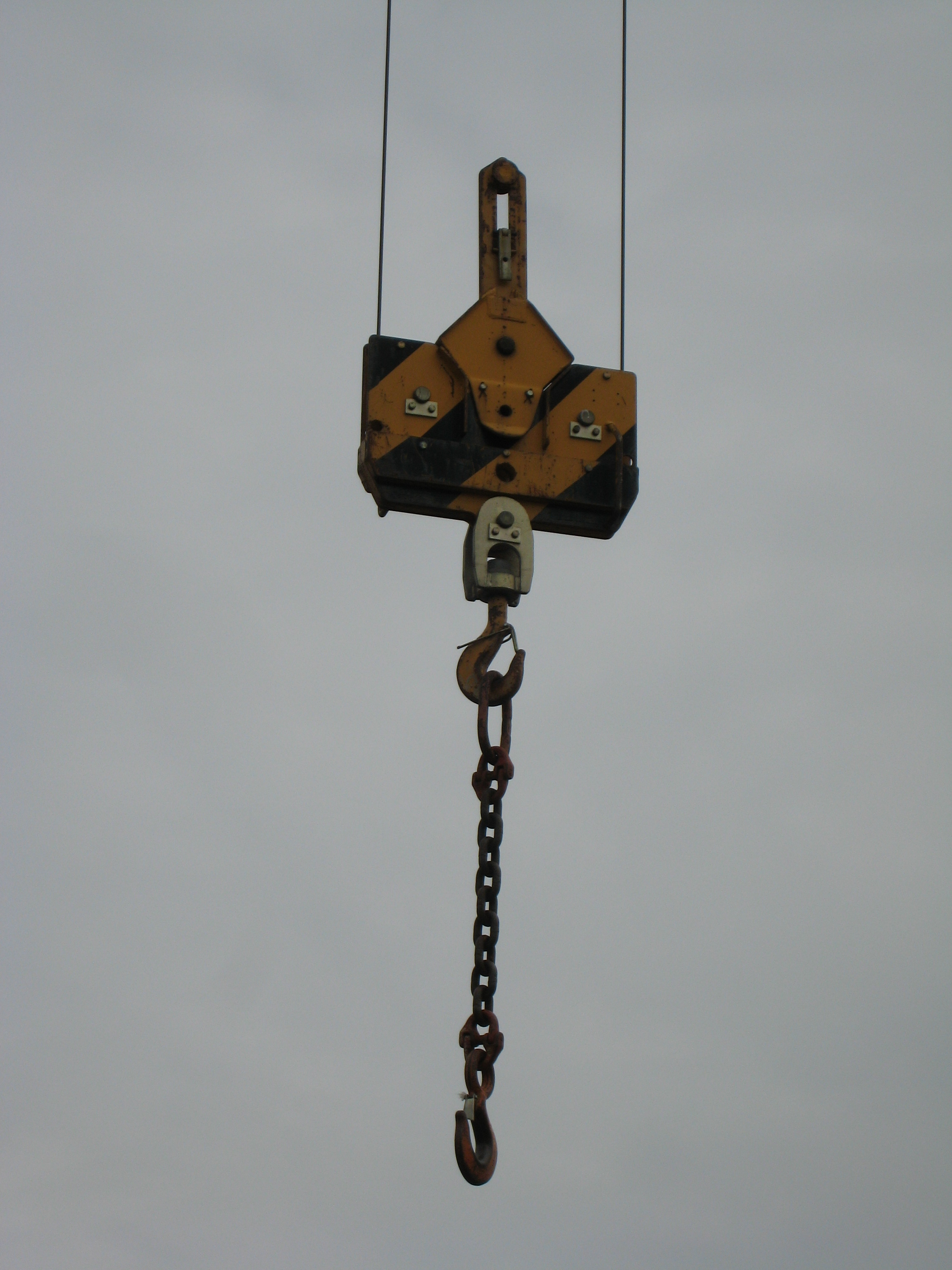
Il gancio di una gru

Gli accessori sottogancio sono tutti quegli accessori che vengono, appunto, posti tra il gancio e il carico che si solleva. 

## Descrizione
Questi accessori possono essere utilizzati su gru edili di qualunque tipo, oppure su gru industriali, come carriponte o gru a bandiera, ma anche su gru portuali e su ogni altro tipo di elemento di sollevamento. L'ampio spettro di utilizzo fa sì che rientrino in questa categoria una vasta quantità di accessori, tra i quali, i più importanti sono: catene, brache di fune d'acciaio, secchioni, benne, casse degli attrezzi, fasce o brache in fibra sintetica, forche, grilli, golfari, benne motorizzate, pinze pneumatiche, etc.
Con la nuova Direttiva Macchine, tradotta in legge con il D. lgs. 17/2010 (Attuazione della direttiva 2006/42/CE, relativa alle macchine e che modifica la direttiva 95/16/CE relativa agli ascensori), gli accessori sotto gancio sono stati assimilati alle macchine, come gru edili o altri mezzi.
Secondo l'allegato 6, punto 3.1.2 del D. lgs. 81/08: "Le funi e le catene debbono essere sottoposte a controlli trimestrali in mancanza di specifica indicazione da parte del fabbricante". Funi (sia tessili che metalliche) e catene da sollevamento sono quindi soggette a verifiche trimestrali periodiche da far eseguire da persona competente, a meno che nel proprio manuale d'uso e manutenzione il fabbricante non indichi altre periodicità.
Le altre attrezzature sotto gancio non hanno una periodicità esplicita definita per legge, per quanto norme tecniche di riferimento e manuali di uso e manutenzione indichino in molti casi una periodicità almeno semestrale per tali controlli. Essendo in ogni caso attrezzature da lavoro (sempre da D. lgs. 81/08, articolo 71: 4. Il datore di lavoro prende le misure necessarie affinché: a) le attrezzature di lavoro siano: 2) oggetto di idonea manutenzione al fine di garantire nel tempo la permanenza dei requisiti di sicurezza...) Il datore di lavoro deve assicurarsi che vengano verificate e che permangano le condizioni di sicurezza indispensabili per garantire che rimangano conformi all'utilizzo.
L'adempimento a tali normative è tenuto monitorato dagli organi di vigilanza preposti (USL) presso cantieri edili e aziende industriali.
Dato l'alto numero di accessori sottogancio solitamente utilizzati in campo edile (in media sono circa 6 per ogni gru edile) si propone il problema di tenere bassi i costi per la verifica, mantenendo un alto livello di qualità e sicurezza.
Per quanto riguarda invece gli ambiti industriali (acciaierie, fonderie, forge, porti, carpenterie) nonostante l'elevato numero di attrezzature sottogancio utilizzate (da poche decine per una piccola carpenteria a diverse centinaia per una grande azienda, fino a molte migliaia per enormi poli produttivi) risulta indispensabile effettuare una attività di censimento e verifica periodica di tali attrezzature, anche al fine di ridurre i molti infortuni causati dal cedimento di tali attrezzature.